# 骰子城の秘密

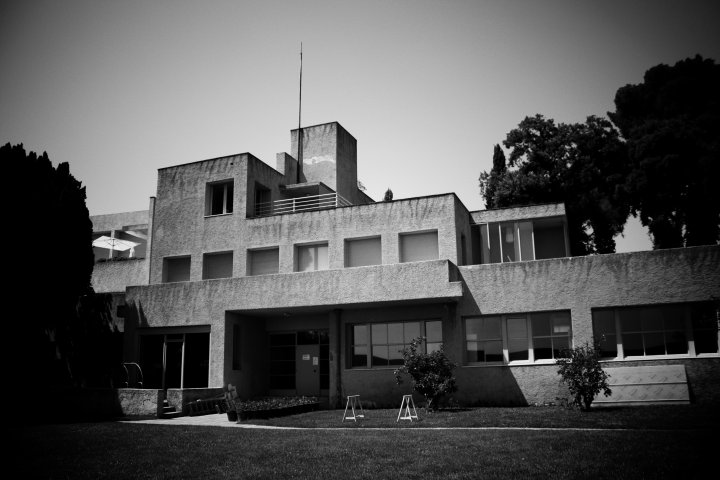
「骰子城」こと「ノアイユ子爵夫妻邸」は、1925年に南仏イエールに建てられた、ヨーロッパ初の近代建築の一つ。ロベール・マレ＝ステヴァンス設計。1975年にフランス国定歴史的建築物に登録された。

「骰子城の秘密」（さいころじょうのひみつ、仏: Les Mystères du Château de Dé）は、1929年に製作されたマン・レイ監督のモノクロ無声映画。二人の旅人がパリを出発して、地中海に面した「骰子城」を訪れるという筋書き。27分間という尺長は、マン・レイが制作した映画フィルムの中で最長である。出演者は出資者のノアイユ子爵夫妻とその親しい友人であったマン・レイとジャック＝アンドレ・ボワファール、作曲家のジョルジュ・オリク、ボモン伯爵。
出演者は全員、絹のストッキングをかぶり、顔立ちや表情の一切が判然としないような演出がなされている。この演出について、マン・レイは、「大きなサイコロと小さなサイコロを1組ずつ、そして絹のストッキングが6組、私はそれらをこの作品のすべての登場人物に被らせ、神秘性と匿名性をつくりだそうとした。」と述べている。

## あらすじ

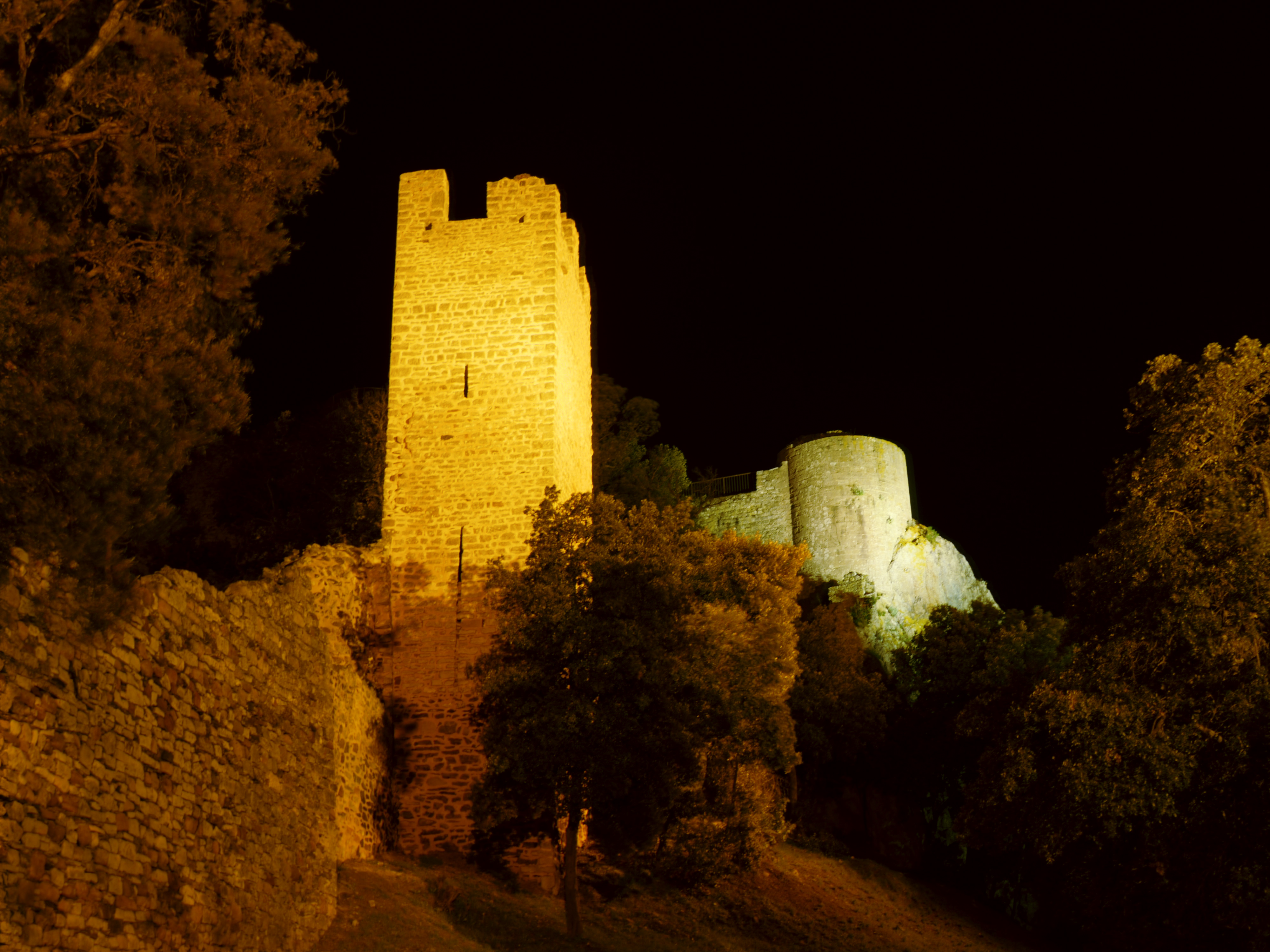
骰子城を訪れる旅人の車から見える「古い城」ことイエール城は、地中海を見下ろすカステウの丘の上に建てられた中世の山城である。イエール城址は1926年にフランス国定歴史的建築物に登録された。

冒頭でマン・レイ及びジャック＝アンドレ・ボワファールから、ノアイユ子爵夫人へ謝辞が捧げられる。
ノアイユ子爵夫人に捧ぐ。かの人の親切と魅力の程は、私がこの映画を捧げてもなお足りないほどである。二人の旅人が如何にしてサン・ベルナールにたどり着いたか。彼らが今は現代の城が立つ山の上の古城跡で何を見たか。二人の旅人: MAN RAY, J.-A. Boiffard.
映画は、パリの夜のカフェで薄い布のマスクをかぶった二人の男が二つのサイコロを振っているシーンから始まる。二人は自分たちの行動をサイコロの出目に応じて決める。
骰子を投げることは決して機会を無駄にしない。
手はマネキンの手であり、彼らの顔はマスクで凹凸が見えない。サイコロを投げる前に、二人の目的地である現代の城と古代の城が丘の上に姿を見せるカットが入る。

行くか？

行かないか？

行こう！

二人の旅が始まる。カフェを車で出発、フランスの田舎町を走り抜け、イエールの町に到着。丘を登ってモダンな邸宅に着くが、無人である。カメラがとらえる調度品の各要素は、さまざまな空間的関係とテクスチャを示す。その中には、パブロ・ピカソやジョアン・ミロの彫刻作品もあり、さらにはユニークな「ヴィラ・ノアイユの立体派の庭」も映る。
しばらくしたのち、四人の闖入者が現れる。彼らは順番にサイコロを振り、その出目に自分の運命を任せる。投げ終わると彼らは邸内のスイミング・プールへ行き、そこで潜水したり、器械体操をしたりする。他にも、女性が水中で軽業をして見せたりゴム製のボールで体操をしたりする。役者らは邸内という限られた空間の中で動き回り、最後にはスクリーンからフェイドしながらいなくなる。
さらに邸宅の外部を映すショットになり、二人の旅行者が到着する。二人は庭に入って気まぐれに遊びだす。彼らはここに泊まることとし、映画は不意に幕を下ろす。

## 復刻
現フィルムは無声である。近年の複製品は、エリック・サティのジムノペディ組曲の録音など、当時のマン・レイの個人的なレコード・コレクションの中から選ばれた音楽が付けられている。音楽家のジャック・ギローが音楽の再構築を担当している。
本映画は、フィルム・キュレーターのジャン＝ミシェル・ブーウール指揮の下、フランス国立現代美術博物館がリストアした。ナイトレート・フィルムのリストアは、Service des Archives du film (CNC) Bois d'Arcy  が行い、Didier Coudray が映像編集を行った。